# Riccardo Fellini
Pour les articles homonymes, voir Fellini (homonymie).
Riccardo Fellini, né à Rimini le 21 février 1921 et mort à Rome le 26 mars 1991, est un acteur et réalisateur italien.

## Biographie
Riccardo Fellini est le frère cadet de Federico Fellini et le frère aîné de Maddalena Fellini. Il fréquente à Rome les cours d'acteur du Centro sperimentale di cinematografia. Il commence au cinéma en 1942 avec un petit rôle dans le film de Mario Mattoli, I 3 aquilotti.
Il joue dans une vingtaine de films. En tant que réalisateur, il signe en 1962 Storie sulla sabbia, son seul film également comme scénariste. À côté de cette activité, il s'occupe également de documentaires pour la RAI et pour des clients privés. De plus, il est responsable comme directeur de la production de films pour le compte de diverses maisons cinématographiques.
Il est enterré dans le cimetière de Bosa (province d'Oristano) en Sardaigne.

## Filmographie

### Comme acteur
- 1942 : I 3 aquilotti de Mario Mattoli
- 1943 : Addio, amore! (it) de Gianni Franciolini
- 1943 : Les enfants nous regardent (I bambini ci guardano) de Vittorio De Sica
- 1943 : Apparizione de Jean de Limur
- 1945 : Sept femmes, sept destins (Nessuno torna indietro) d'Alessandro Blasetti
- 1953 : Les Vitelloni (I vitelloni) de Federico Fellini
- 1954 : Les Gaîtés de l'escadron (Allegro squadrone) de Paolo Moffa
- 1954 : Symphonie inachevée (Sinfonia d'amore) de Glauco Pellegrini
- 1956 : Les Nuits de Cabiria (Le notti di Cabiria) de Federico Fellini
- 1956 : I vagabondi delle stelle (it) de Nino Stresa (it)
- 1958 : Ville de nuit (Città di notte) de Leopoldo Trieste
- 1959 : Le Maître de forges (Il padrone delle ferriere) d'Anton Giulio Majano
- 1961 : Le italiane e l'amore de Marco Ferreri
- 1962 : Le Lit conjugal (Una storia moderna: l'ape regina) de Marco Ferreri

### Comme réalisateur
- 1963 : Storie sulla sabbia
- 1982 : Quegli animali degli italiani

### Comme assistant à la production ou secrétaire de production
- 1951 : La Tanière des brigands (Il brigante di Tacca del Lupo) de Pietro Germi
- 1957 : Fortunella d'Eduardo De Filippo